# 周洋
周洋（1991年6月9日—），出生于中国吉林省长春市，是中国著名的短道速滑運動員。

## 成绩
- 2014年俄罗斯索契冬奥会女子1500米短道速滑冠军.
- 2010年溫哥華冬奥会1500米金牌,3000米接力金牌；
- 2009年-2010年世界杯 
  - 中国站1500米冠军
  - 韩国站1500米季军、3000米接力冠军成员
  - 加拿大站1000米冠军、3000米接力冠军成员
  - 美国站1500米冠军、3000米接力冠军成员；
- 2009年 短道速滑世锦赛女子1500米亚军、3000米冠军、3000米接力冠军成员，团体世赛冠军成员；
- 哈尔滨大冬会女子1500米冠军、1000米亚军、3000米接力冠军成员，
- 十一运会女子全能亚军、3000米接力亚军；
- 2008年-2009年世界杯 
  - 美国站1500米冠军、
  - 加拿大站1500米冠军、
  - 中国站1500米亚军、
  - 保加利亚站1500米季军，并与队友合作夺得了四站分站赛的3000米接力冠军；
- 2008年　国际滑联短道速滑世锦赛单项赛女子3000米冠军，女子500米亚军，女子1000米亚军，女子3000米接力季军成员。
- 国际滑联短道速滑世锦赛团体赛冠军成员。
- 2007-2008赛季 
  - 国际滑联短道速滑世界杯哈尔滨站女子3000米接力冠军成员
  - 日本站女子3000米接力冠军成员
  - 荷兰站女子1500米季军，女子3000米接力冠军成员
  - 加拿大站女子1000米冠军，女子3000米接力冠军成员
  - 意大利站女子3000米接力冠军成员
  - 美国站女子1500米冠军(并以2分17秒162的成绩刷新了世界纪录)，女子3000米接力亚军成员。
- 2006年短道速滑世青赛女子超级1500米冠军、女子1000米第三名、女子2000米接力金牌(与队友康露茜、孙琳琳)。
- 2006-2007全国短道速度滑冰联赛长春站女子1000米冠军。
- 2007年长春亚冬会短道速滑女子3000米接力金牌。

## 比赛受伤
在2008-2009短道速滑世界杯日本站上，周洋在女子1500决赛中被韩国队队员郑恩朱推出赛道，重重撞在护墙上，造成颈椎错位，经过数月康复后又再次努力训练成为世界一流选手。

## 夺冠感言

### 2010年
周洋在夺得短道速滑1500米冠军之后接受采访，表示此枚金牌“会让我爸爸妈妈过得更好”，虽然有指此句话间接折射了中国体育举国体制的悲哀。但同时却获得空前的共鸣，舆论均盛赞周洋的朴实与真诚。而其感言“让父母过得更好”更成为多数年轻人的奋斗目标及动力。
2010年3月，国家体育总局副局长于再清在参加全国政协体育界别小组讨论时的部分言论被认为是批评冬奥会冠军周洋的获奖感言，称应先感谢国家再感谢父母。此番言论引起巨大争议。传媒及网友均一边倒倾向周洋。其父母回应“夺冠感言”风波时，称下次会让其先感谢祖国。但同时亦质疑官员吹毛求疵。传媒及网络均认为周在夺冠前一直默默无闻，家境贫寒。而今一经成名，却突然多了这么多需要感谢的人。更有部分激进言论称官员逼周洋“感谢国家”是弱智行为，從而導致运动员的国家化、国家机器化。针对周洋感谢门事件，网民土生阿耿虚拟“中华人民共和国感谢法”，计6章55条。

### 2014年
2014年周洋再次获得短道速滑1500米冠军。赛后接受采访时，周洋说“这枚金牌要感谢习主席在赛前的鼓励，能获得在比赛前和他‘零距离’接触的机会，就是对我赛前最大的激励”